# Santa Madrona del Palau
Santa Madrona del Palau és una obra del municipi de Sant Andreu de la Barca (Baix Llobregat) inclosa en l'Inventari del Patrimoni Arquitectònic de Catalunya.

## Descripció
Aquesta ermita de planta rectangular està coberta a dues vessants. Tant la porta d'arc de mig punt com el rosetó estan emmarcats amb totxos. El perfil de la façana queda ressaltat per una banda sobresortida.

## Història
Recentment s'hi han efectuat prospeccions arqueològiques i el material que hom hi ha descobert, en unes sitges sota el paviment de la capella, abasta una cronologia des dels segles II i I aC fins al III de la nostra era; es conserva en vitrines a la casa del comú.
Al segle passat era dedicada, també, a l'Assumpció.